# Edgar Suites Groupe
 (août 2023).
Edgar Suites Groupe est une entreprise d'hôtellerie et de technologie qui transforme et exploite des espaces immobiliers commerciaux en appartements avec des services hôteliers.

## Histoire
Edgar Suites a été créé en 2016 par Maxime Benoit, Xavier O'Quin et Grégoire Benoit.
En 2021, Edgar Suites a protocolé une levée de fonds de 104 millions d'euros avec le département Real Estate de BC Partners, une société d'investissement en Private Equity,.
L'année suivante, en 2022, Edgar Suites était à nouveau rentable avec 10 millions d'euros de chiffre d'affaires annuel et a fait l'acquisition d'un immeuble à Levallois-Perret.
En 2023, la société annonce un partenariat avec Bouygues Immobilier,.